# 莎拉·伯顿
莎拉·伯顿（娘家姓：Heard，1974年—）是一位英国设计师，奢侈时装品牌亚历山大·麦昆的创意总监 ，知名于设计了劍橋公爵夫人凱薩琳的婚紗。